# Філіпкі-Дуже
Філіпкі-Дуже (пол. Filipki Duże) — село в Польщі, у гміні Кольно Кольненського повіту Підляського воєводства.
Населення — 86 осіб (2011).

## Демографія
Демографічна структура станом на 31 березня 2011 року:
|          | Загалом | Допрацездатний вік | Працездатний вік | Постпрацездатний вік |
| -------- | ------- | ------------------ | ---------------- | -------------------- |
| Чоловіки | 45      | 11                 | 29               | 5                    |
| Жінки    | 41      | 11                 | 22               | 8                    |
| Разом    | 86      | 22                 | 51               | 13                   |